# Alcen
ALCEN  ist ein 1988 gegründetes  französisches Unternehmen in den Bereichen Verteidigung, Luftfahrt, Energie und medizinische Maschinen.

## Organisation
Das Unternehmen wurde 1988 in Form einer Société par actions simplifiée gegründet und ist eine Holdinggesellschaft, die mehrere Tochtergesellschaften besitzt. Der Umsatz des Unternehmens im Jahr 2019 belief sich auf 230 Millionen Euro, Es beschäftigt rund 2'000 Mitarbeitende. 

## Geschäftsbereiche
Das Tochterunternehmen Atmostat stellt Methanisierungs-Systeme her und arbeitet auch für die Raumfahrtindustrie. In den letzten Jahren hat das Unternehmen in den Bereich der erneuerbaren Energien investiert, vor allem in die Umwandlung von Strom in Gas (Power to Gas) und die Entwicklung von Energiespeicherlösungen unter Verwendung von synthetischem Methan als Energieträger.
Prollion ist ein zusammen mit der Behörde für Atomenergie und alternative Energien (CEA) gegründetes Unternehmen, das in der Herstellung von hochleistungsfähigen Batterien tätig ist. Basierend auf der Technologie des CEA-Liten Labors (Kooperation mit dem Schweizer High-Tech-Uhrenhersteller Breitling) wurde die Batterie EnerSi 250 für Anwendungen mit einer langen Akkuleistung entwickelt.
IRELEC ist im Automatisierten Biobank Management tätig und stellt entsprechende Systeme her.
THERYQ ist im Gesundheitssektor unter anderem in der Herstellung von Geräten für die Strahlentherapie gegen Krebs tätig. Die neuartige FLASH-Strahlentherapie wird in Zusammenarbeit mit dem Universitätsspital Lausanne und dem CERN entwickelt.
SkillCell ist eine Tochtergesellschaft, die im Bereich der medizinischen Diagnostik tätig ist. 2021 wurde von dieser ein Speicheltest entwickelt, der trotz einiger Einschränkungen von der Haute Autorité de santé zugelassen wurde.
Tronico-Alcen ist eine Tochtergesellschaft, die auf die Verteilung von Energie spezialisiert ist.
Das in Thégra ansässige Unternehmen ITHPP-Alcen ist auf Pulsed Power spezialisiert, die neben militärischen auch industrielle Anwendungen haben kann, z. B. als Quelle für intensive Röntgenstrahlung, Erzeugung eines sehr hohen Druckes für Materialstudien, Gesteinsfrakturierungen oder Bergbauforschung.
Alseamar ist eine Tochtergesellschaft, die 2014 aus der Fusion von drei Unternehmen hervorgegangen ist. Sie umfasst die Marine- und Unterwasseraktivitäten von Alcen auf den Märkten für Verteidigung und Sicherheit, Energieprospektion – Öl und Gas – und Ozeanografie.
SEIV ist eine Tochtergesellschaft, die für mehrere Konzerne aus der Luftfahrtindustrie, insbesondere Dassault, und der Verteidigungsindustrie (Astrium, Nexter, DCNS) arbeitet.
Alynox stellt Rohrverbindungen und -zubehör her, insbesondere für Kernkraftwerke.
Alsolen ist eine Gesellschaft nach marokkanischem Recht, die eine thermodynamische Solarkonzentrations-Technologie mit Fresnel-Spiegeln entwickelt.
Alsyom ist im Bereich mechanische Strukturen für die Nuklearindustrie, insbesondere im Rahmen des ITER-Projekts, in der Luft- und Raumfahrt oder der Weltraumforschung sowie in Teilchenbeschleunigern und Leistungslasern tätig.